# 板東英二
板東 英二（ばんどう えいじ、1940年〈昭和15年〉4月5日 - ）は、日本の元プロ野球選手、元タレント、野球解説者、俳優、司会者、YouTuber。「坂東英二」は誤記。愛称は「板（ばん）ちゃん」。
高校野球時代に投手として数々の記録を打ち立てて名を馳せる。プロ野球選手としては中日ドラゴンズに所属し、在籍11年で77勝を挙げた。現役引退後は、主にタレント業で活動していた。
満洲国虎林生まれ、徳島県板野郡板東町（現：鳴門市）出身。既婚者で、2女の父親。

## 経歴
満洲の虎林で生まれ、一家は間島省（現・吉林省延辺朝鮮族自治州）図們市で高級料理店を経営していた。誕生日は公式には4月5日とされているが、板東自身が語っているところによれば、実際には3月31日だったという。4人兄弟の末っ子（姉2人、兄1人）。
5歳で引き揚げ。この時の話を振り返り英二は引き揚げの危険から満州に残そうと母は判断したが貨物列車で去っていく母を泣きながら追いかけてきた英二に耐えかねて手を引いて列車に乗せた事を特番で語っている。博多港から母・久江（旧姓 杉本）の出身地の神戸市宮ノ下に移り、神戸市立妙法寺小学校に入学。これは1947年4月のことで、実際の誕生日から見ると正規の学齢より1年遅かった。入学式の1日だけ行った後、父・操（みさお）の復員を知り、父の故郷である徳島県板野郡板東町に移り、旧板東俘虜収容所の施設を転用した引き揚げ者用住宅で過ごす。父親の就業が不安定だった小中学校時代には困窮した生活を送り、食事にも事欠いた。
板東中学校入学時に板東はバレーボール部に入り、養蚕農家の手伝いをして家計を助けた。中学2年の時に野球部の先輩から誘いを受けて入部し、遊撃手としてレギュラーを獲得する。3年に進級した板東は野球部のエースとして活躍し、中学時代に61連勝の記録を挙げた。

### 高校野球時代
1956年に徳島県立徳島商業高等学校へ入学。エースとして同年の秋季四国大会に進み、1回戦で高知商の小松俊広と投げ合うが延長11回サヨナラ負け。翌1957年夏の南四国大会徳島予選準決勝で撫養に敗退。同年秋から主将に就任した。直後の秋季四国大会は1回戦で坂出商に敗退、春の選抜には縁がなかった。
小学校以来、正規の学齢よりも1年下で就学してきたが、2年生の時に誕生日を野球部長に問われて「昭和15年3月31日」と答えると、3年生時に日本高等学校野球連盟による出場規制の対象となるため、部長の斡旋により徳島地方裁判所で実際より遅い4月5日に誕生日を変更した。日付は部長の決定で、手数料（50円）も部長が拠出したという。
3年生となった翌1958年4月の春季四国大会は1回戦（準決勝）で高知商と対戦。互いに1点を取り合い、高知商は森光正吉、山崎武昭の継投、徳島商は板東が投げ抜き、延長16回2-1でサヨナラ勝ち。翌々日の決勝は石川陽造、岡村浩二のバッテリーを擁する高松商と対戦。石川、板東が互いに無失点で延長25回に進む。最後は岡村の適時打などで0-2と敗退するが、準決勝・決勝合わせて41回を投げ抜いた板東の活躍は、地方紙だけでなく、全国紙でも報道。全国の高校野球のファンからも、一躍注目を浴びる。その一方で、この事態を重く見た日本高等学校野球連盟は、延長戦に関するルールを急遽変更。延長18回裏の時点で勝敗未決の場合には、その時点で試合を終了したうえで、後日に再試合を実施することになった。
史上初めて1府県1代表が認められた同年夏の徳島大会決勝で因縁の撫養を降し、第40回全国高等学校野球選手権大会に出場。2回戦（初戦）で秋田商の石戸四六に投げ勝ち完封勝利、17奪三振を記録した。3回戦も八女から15三振を奪い準々決勝に進出、板東はこの時点で右肩を痛めていた。魚津との準々決勝は、村椿輝雄との投手戦となり延長18回0-0で終了、この試合では25奪三振を記録した。前述した再試合ルールの最初の適用例となる（魚津対徳島商延長18回引き分け再試合に詳述）。翌日の再試合では、腰の痛みを訴えたことから、麻酔注射を打って登板。3回頃から麻酔が切れたものの、9奪三振で完投勝利を収めるとともに、当時の大会記録64奪三振を更新した。準決勝でも14奪三振で作新学院に勝利。決勝は柳井との対戦になるが、さすがに疲労で本調子ではなく、柳井のエース友歳克彦（法大 - 日本石油）に0-7で完封負けを喫する。準優勝にとどまるが大会を通じて83奪三振を記録した。この大会で樹立した1試合25奪三振および、大会通算83奪三振の記録は、2022年の第104回大会終了時点で破られていない。

### 中日ドラゴンズ時代
1958年秋に慶應義塾大学のセレクションに合格するが、家庭の事情でプロ入りを決意し中日ドラゴンズに入団。同期には江藤愼一、片岡宏雄らがいる。契約金は同期入団でセンバツ優勝投手の王貞治より高額であり、現在の貨幣価値に直すと数億円に値する金額であった。この際、操が全額をもって徳島から出奔したため、地元の親族との間に壁ができたという。1年目の1959年から一軍で起用され4勝。入団2年目の1960年には10勝を挙げ、オールスターゲームにも監督推薦で選出。1961年には、21歳にして開幕投手に抜擢され、初めて規定投球回（リーグ11位、防御率2.60）に達する。その後は故障もあって一時低迷するが、1964年にはリリーフに回り復活、チーム最多の53試合に登板する。
1965年は12勝7敗、防御率2.25（リーグ6位）の好記録を残す。1966年8月26日の対読売ジャイアンツ戦に中継ぎで登板し、塩原明を1球で打ち取って降板。これによりプロ野球史上2人目、セントラル・リーグ初、日本人投手として初の「1球だけの勝利投手」となった。1967年には、中継ぎ投手として好調を維持し、自己最高の14勝を挙げた。
1968年にはシーズン中の6月に、東京大学医学部附属病院での緊急手術で右肘の軟骨を除去。当時のプロ野球選手では前例のない手術だったが、シーズン終盤の9月には一軍へ復帰した。
1969年には、一軍公式戦16試合に登板したが、プロ入り後初めて1勝も挙げられなかった。開幕戦の広島東洋カープ戦では山内一弘にサヨナラ本塁打を打たれて敗戦投手。シーズン最後の巨人戦へ登板した直後に、当時の一軍監督・水原茂から、コーチへの転身を打診。さらに、球団が自身を任意引退選手として扱うことを新聞で知ったため、コーチへの就任を前提に現役引退を決断した。しかし、後に球団内の人事異動で、板東と折り合いの悪い人物が現場のトップへ就任。そのあおりで、コーチへの就任は幻に終わった。さらに、球団からスカウトへの転身を勧められたが、「自分に合わない」という理由で固辞した。

### 現役引退後の芸能活動
1970年より中部日本放送（CBC）の野球解説者へ就任。1974年当時野球解説をしていたCBCラジオで、昼ワイド番組『ばつぐんジョッキー』の月曜パーソナリティを担当し、木曜パーソナリティ上岡龍太郎と中日対阪神で盛り上がる。
名古屋で野球解説を担当していた時代は数多くの事業に手を出し、不眠不休の生活を送っていた。しかし、1979年のシーズン途中に、CBCから野球解説者としての契約を解除（詳細後述）。プロ野球中継以外のレギュラー番組からも一斉に降板したため、タレント活動の拠点を関西へ移した。ただし、CBCとの縁が切れたわけではなく、以降もタレントとしてテレビ・ラジオ番組への出演を継続。プロ野球中継にも、スポット契約扱いで随時出演していた。
タレント活動が全盛期だったころは、毎日放送（MBS）の解説者として契約しながら、出演はゲスト扱いの1試合のみ、という年もあった（毎日放送解説者としての活動開始は1984年）。活動が落ち着いてきた2000年代以降は他の解説者同様に出演するほか、2003年以降はニッポン放送とも契約し、達川光男（2009年まで）同様に関東・関西を股に掛けて活躍した。さらに2012年8月より現在まで、徳島県鳴門市からの委嘱で「鳴門観光大使」を務めている。

### 所得隠し問題で芸能活動休止
板東は1988年に、国税庁の確定申告PRポスターのキャラクターに起用。また、名古屋市に住民票を置いていることから、確定申告の期間中に名古屋国税局へ出向く姿が東海地方を中心に毎年報じられてきた。2007年には、同国税局から感謝状を贈られている。
ところが、感謝状を贈られた5年後の2012年暮れに名古屋国税局が「オフィスメイ・ワーク」（かつて板東が役員も務めた事実上の個人事務所）に税務調査をすると、確定申告PRポスターのキャラクターに起用されながら2011年8月期までの7年間にわたって約5000万円の所得を名古屋国税局に申告していなかったことが判明。所得隠しを含めた申告漏れの総額が約7500万円にのぼったことから、同事務所ではその事実を認めたうえで、ただちに修正申告と追徴税の支払いで対応した。名古屋国税局では、板東自身の指示で所得隠しを続けていた可能性を指摘。TBS News iなどでは、「架空発注などを含む悪質な所得隠し」と報じた。このため、年明けの2013年1月から各局は板東の出演を順次見送ることを決定した（後述）。
2013年8月10日には、観光大使を務める地元の徳島県鳴門市で開催の阿波おどりイベントにゲスト出演。前述の申告漏れ報道以来約8か月振りに、公の場へ姿を見せた。さらに、自らの個人事務所であったオフィス・メイワークを閉鎖したうえで、11月10日に大阪市内で記者会見を開催。前述の申告漏れ問題を釈明すると共に、一連の経緯に関する事情説明が遅れたことなどを公式に謝罪した。名古屋国税局から申告漏れを指摘された背景については、公私にわたる金銭の管理をオフィス・メイワークのスタッフ1名に任せていたことや、過去に20年ほど続けていた頭部への植毛に対する税務上の「経費」の扱いで国税当局と認識の違いがあったことを明かしている。
この頃、同じ理由で降板したメ〜テレ『ドデスカ!』放送中に、突如スタジオに現れ出演者を驚かせる。これは顔馴染みの警備員がゲストと誤認し顔パスで通したことにより、局内に勝手に入室したものだったという。

### 芸能活動を一時再開
2013年11月23日に、インターネットテレビ番組『めちゃ×2ユルんでるッ!』（ゼロテレビ）へのゲスト出演によって、芸能活動を事実上再開した。同年12月9日には、ラジオ番組『吉田照美 飛べ!サルバドール』（文化放送）のスタジオゲストとして、活動再開後初めて地上波での生放送およびラジオ番組に出演。前述の記者会見で明かした植毛のきっかけについて、最初に行ったのは20数年前の俳優活動中で、当時両面テープを使って行ったことを明かしている。12月25日未明には、『明石家サンタの史上最大のクリスマスプレゼントショー』（フジテレビ）の生放送中に、明石家さんまへの電話を通じて地上波のテレビ番組へ1年振りに出演した。
オフィス・メイワークの閉鎖後はフリーランスで活動していたが、2014年1月16日付で、さんまの所属する吉本興業（当時・よしもとクリエイティブ・エージェンシー）への所属が同社から発表された。この所属については、「活動の場を広げたい」という本人の希望に加えて、さんまや島田紳助からの後押しも決め手になったとされる。先述発表の際に、「所属事務所（オフィス・メイワーク）の所得の申告漏れに関して、世間をお騒がせし、応援して頂いている皆様や、関係各社様にご迷惑をお掛け致しましたことを、深くお詫び申し上げます。今後はよしもとクリエイティブ・エージェントに所属し、同じ過ちを繰り返すことなく、芸能活動も再開できればと思っております」とのコメントを寄せた。
2014年2月2日には、ナゴヤドームで開かれたSKE48のコンサートで、名古屋城をかたどった正面ステージに戦国武将の姿で登場。「御心配をお掛けしました」と謝罪したうえで「開幕宣言」を述べた。同月には、関西テレビが制作するさんまの冠番組『さんまのまんま』（2月15日放送分）にゲスト出演。この番組で、吉本興業所属後初めて地上波のテレビ番組に登場した。毎日放送の番組には、4月13日・4月20日放送分の『MBSヤングタウン日曜日』（事前収録）、4月25日放送分の『上泉雄一のええなぁ!』（生ワイド番組、いずれもラジオ）に相次いでゲスト出演。5月9日には、『5時に夢中!』（東京MXテレビ）のゲストコメンテーターとして、テレビの生放送番組にも本格的に復帰した。また、サンケイスポーツの野球評論家として、不定期ながら観戦記の寄稿を再開している。
このように、在京キー局以外の地上波民放局が制作するテレビ番組では、徐々に出演の機会を増加。2014年10月からは、『バラいろダンディ』（東京MXテレビ）の火曜日でレギュラーコメンテーター（火曜ダンディ）を務めている。ただし、前述した『さんまのまんま』の板東が出演した回は、ネット局のフジテレビ（関東広域圏）では放送されなかった。TBSでも、衛星放送（TBSチャンネル）で以前から不定期に放送している『金曜日の妻たちへ』シリーズを、脱税発覚後は板東が出演していない第1シリーズに限って再放送を繰り返していた。ただし、TBSでは板東が出演した系列局制作のネットワークセールス番組（2014年12月21日放送の毎日放送制作『今だから言えるナイショ話』など）については差し替えずネット受けした。
その後、在京キー局でも単発番組へのゲストでは徐々に出演が再開され、2018年9月28日放送の『今夜解禁! ザ・因縁』で久々にTBSテレビ制作番組に出演し、草野仁とも対面した。
その一方で、ラジオ番組については、2014年のナイターオフ編成から毎日放送で『板東英二のおばあちゃんと話そう』のレギュラー放送を再開。また、ラジオ関西で新しい冠番組『板東・板東・晴れ・板東!』が始まったほか、『師岡正雄 サタデーショウアップスポーツ』（ニッポン放送）内で「板東英二のプロ野球バンバン伝説」というレギュラーコーナーを持つようになった。
2015年には、『バラいろダンディ』の特別企画で、マルタ国際マラソン（2月22日開催）のウォーカソン（ウォーキング&マラソン）部門に日本人最年長の74歳で出場。21kmのコースを完走した。3月12日には、芸能活動再開後初めての著書『板東英二の生前葬』を双葉社から発売。5月29日には、『MBSベースボールパーク』（毎日放送ラジオ）の埼玉西武ライオンズ対阪神タイガース戦（西武プリンスドームのナイトゲーム）中継で、ゲスト扱いながら野球解説者としての活動を本格的に再開した。
2016年からはかつて野球解説者として出演していたニッポン放送のプロ野球中継 『ニッポン放送ショウアップナイター』のゲスト解説者として不定期ながら出演していた。
2016年9月4日、YouTubeに『B.E.(Boiled Egg)チャンネル』を開設し、サングラスを掛けて「B.E.」と名乗り、YouTuberとしての活動を開始した。初投稿分では、吉本興業所属のダンスユニット・エグスプロージョンの『本能寺の変』を踊り、その他に好物のゆで卵を取り扱ったものや、元高校球児の運動神経を生かした動画等を投稿した。だが、その評判は芳しくなくチャンネル登録者数も思ったより伸びず、初投稿から5ヶ月後の2017年2月17日付を最後に、動画の投稿は一切更新されていない。
なお、2017年9月20日に放送された『良かれと思って!』（フジテレビ）のスタジオ収録では、前述した植毛をめぐる事情について改めて釈明。一時は耐用期間が2週間に満たない人工毛（1本180円）を3万本以上植えていたものの、2週間に1回の植毛で費用が嵩んだため、現在は前頭部にアデランス製のカツラを着用していることを告白した。

### 芸能界引退・消息不明報道
ところが、2018年3月を以って板東自ら吉本興業との所属契約を解除。以後は、ラジオ番組のパーソナリティをメインに活動していた。
しかし、2020年7月22日に毎日放送でのレギュラー番組の収録に現れず、同月中旬に大阪の自宅近所で転倒して頭部分を強打、総合病院に緊急入院したことを同局番組プロデューサーが明かした。この事故を境に出演復帰することはなく、同年の9月末限りでラジオ番組打ち切りに伴うレギュラー全番組終了と、板東がゲスト出演したテレビのバラエティ番組のロケVTRがお蔵入りになったこと、さらには大阪の自宅を引払い東京に居住する娘の自宅への転居などが重なり、週刊誌やタブロイド紙では「事実上の芸能界引退」との報道記事が躍った。
かつて板東と旧知であり、当時芸能リポーターとして活動していた井上公造は、2020年10月に自身の取材結果として、板東の近況とコロナ禍である点に鑑みた上で「現在は未だ体調が回復せず仕事復帰に慎重姿勢だが、『生涯現役の拘り』は変わらないと主張し、芸能界復活の意志を持っている」と説明した。しかし2021年3月にスポーツライター・小林信也が、板東への取材を試みたが体調不良の為外部との接触を絶っており、全くコンタクトは取れなかったという。
2023年7月27日、第105回全国高校野球選手権・徳島予選で徳島商が優勝し、12年振り24回目の夏の甲子園出場を達成した。しかし、同校OBの板東がコメントを発表することは無く、またNEWSポストセブンの取材により、2021年末限りで個人事務所を閉鎖していた事が判明した。2023年に板東の親族へ取材したFLASHの報道によると、実姉でさえ板東の消息を一切把握できず、さらに長女から「誰にも何も言わないで」と口止めされたとの事。後日同誌は、娘2人に再度取材を試みたが明確な回答を得られず、板東の音沙汰は全く掴めなかったと報じている。2024年8月のFLASHの報道では、依然として消息は掴めていないが、「この1年の間に板東の次女が板東の面倒を見ており芸能関連のオファーや権利関係などを判断している」という見解が示された。同年4月に週刊女性PRIMEは「一部では要介護認定を受けて都内にある自宅で過ごしているという報道もある」「後は静かに老後を過ごすのではないか」と伝えている。

## 詳細情報

### 年度別投手成績
| 年 度      | 球 団      | 登 板 | 先 発 | 完 投 | 完 封 | 無 四 球 | 勝 利 | 敗 戦 | セ 丨 ブ | ホ 丨 ル ド | 勝 率 | 打 者 | 投 球 回 | 被 安 打 | 被 本 塁 打 | 与 四 球 | 敬 遠 | 与 死 球 | 奪 三 振 | 暴 投 | ボ 丨 ク | 失 点 | 自 責 点 | 防 御 率 | W H I P |
| ---------- | ---------- | ----- | ----- | ----- | ----- | -------- | ----- | ----- | -------- | ----------- | ----- | ----- | -------- | -------- | ----------- | -------- | ----- | -------- | -------- | ----- | -------- | ----- | -------- | -------- | ------- |
| 1959       | 中日       | 33    | 12    | 1     | 1     | 1        | 4     | 4     | --       | --          | .500  | 411   | 97.0     | 89       | 6           | 29       | 0     | 4        | 69       | 3     | 0        | 37    | 34       | 3.15     | 1.22    |
| 1960       | 中日       | 44    | 20    | 6     | 0     | 3        | 10    | 11    | --       | --          | .476  | 703   | 174.2    | 145      | 17          | 35       | 4     | 1        | 126      | 0     | 0        | 57    | 51       | 2.62     | 1.03    |
| 1961       | 中日       | 47    | 33    | 8     | 4     | 2        | 12    | 10    | --       | --          | .545  | 795   | 193.1    | 166      | 14          | 48       | 0     | 4        | 108      | 2     | 0        | 65    | 56       | 2.60     | 1.11    |
| 1962       | 中日       | 28    | 13    | 2     | 1     | 0        | 2     | 9     | --       | --          | .182  | 364   | 88.2     | 85       | 10          | 25       | 1     | 3        | 56       | 3     | 0        | 44    | 42       | 4.25     | 1.24    |
| 1963       | 中日       | 30    | 6     | 2     | 1     | 1        | 3     | 1     | --       | --          | .750  | 314   | 73.2     | 77       | 2           | 26       | 3     | 2        | 39       | 3     | 1        | 32    | 25       | 3.04     | 1.40    |
| 1964       | 中日       | 53    | 9     | 2     | 0     | 0        | 6     | 7     | --       | --          | .462  | 600   | 140.1    | 144      | 13          | 44       | 2     | 3        | 73       | 3     | 0        | 60    | 48       | 3.09     | 1.34    |
| 1965       | 中日       | 55    | 8     | 0     | 0     | 0        | 12    | 7     | --       | --          | .632  | 617   | 156.1    | 120      | 11          | 45       | 4     | 3        | 87       | 3     | 1        | 47    | 39       | 2.25     | 1.06    |
| 1966       | 中日       | 60    | 1     | 0     | 0     | 0        | 13    | 5     | --       | --          | .722  | 520   | 133.0    | 103      | 14          | 30       | 7     | 1        | 91       | 5     | 0        | 44    | 38       | 2.57     | 1.00    |
| 1967       | 中日       | 51    | 1     | 0     | 0     | 0        | 14    | 6     | --       | --          | .700  | 485   | 119.2    | 110      | 11          | 28       | 5     | 2        | 72       | 4     | 0        | 37    | 34       | 2.55     | 1.15    |
| 1968       | 中日       | 18    | 0     | 0     | 0     | 0        | 1     | 4     | --       | --          | .200  | 108   | 21.2     | 29       | 3           | 11       | 0     | 0        | 12       | 2     | 0        | 23    | 16       | 6.55     | 1.85    |
| 1969       | 中日       | 16    | 0     | 0     | 0     | 0        | 0     | 1     | --       | --          | .000  | 102   | 22.1     | 23       | 1           | 11       | 1     | 1        | 15       | 2     | 0        | 11    | 9        | 3.68     | 1.52    |
| 通算：11年 | 通算：11年 | 435   | 103   | 21    | 7     | 7        | 77    | 65    | --       | --          | .542  | 5019  | 1220.2   | 1091     | 102         | 332      | 27    | 24       | 748      | 30    | 2        | 457   | 392      | 2.89     | 1.17    |

### 記録
初記録
- 初登板：1959年4月15日、対読売ジャイアンツ2回戦（後楽園球場）、5回裏に救援登板、3回3被安打2失点
- 初勝利：1959年7月2日、対国鉄スワローズ11回戦（後楽園球場）

その他の記録
- オールスターゲーム出場：3回 （1960年、1966年、1967年）

### 背番号
- 30 （1959年 - 1960年、1963年 - 1964年）
- 14 （1961年 - 1962年、1965年 - 1969年）

## 芸能人として
中日の投手時代に背番号「14」に因んで「十姉妹（ジュウシマツ）」と呼ばれたほどの饒舌振りが評価されて、現役引退を機に、CBCの野球解説者へ就任。また、「漫画トリオ」を解散したばかりの上岡龍太郎と知り合ったことを機に、『ばつぐんジョッキー』『オー!サンデー!』（いずれもCBCラジオで放送された生ワイド番組）のパーソナリティを務めた。
野球解説者としての契約の解除を機に、CBCのレギュラー番組を全て降板した1980年からは、上岡や漫画トリオ時代の相方・横山ノックを頼ってタレント活動の拠点を関西へ移した。素人同然の話術で当初は苦戦したが、「何もなくても、大声を出しながら一生懸命やっていれば、他人に『面白いことを言っている』と錯覚させることができる」という上岡のアドバイスで、漫談や上岡との漫才にも挑戦。やがて、『THE ビッグ!』シリーズ（朝日放送制作の視聴者参加型ビンゴゲーム番組）のメインMCとして「ビンゴブーム」に大きく貢献するなど、在阪のテレビ・ラジオ局でも数々のレギュラー番組で人気を博した（詳細後述）。上岡が板東を関西に呼び寄せたのは、前述の事情とテレビ局スタッフから「面白いタレント居らへんか?」というオファーがあったことによる。そのような経緯から、板東は上岡のことを「恩人であり師匠でもある」と語っている。なお、関西からの東京進出で全国的に知名度が上がってからは、名古屋からも番組やイベントへの出演依頼が再び舞い込むようになった。2001年には第12回CBC小嶋賞を受賞している。
東京にも進出し、本格化していた芸能活動が落ち着いたかに見えた2000年代後半。明石家さんまらとのゴルフから生まれた名言「勝ちたいんや!」に代わり「売れたいんや!」と、本人曰く「再ブレイク」すると宣言。現役時代やゆで卵に関するエピソードらを引っ提げて2008年頃からテレビ出演が増えだし、再ブレイクを果たしていた。
2008年3月12日放送の『クイズ!ヘキサゴンII』（フジテレビ）で、司会者の島田紳助、同チームの渡辺正行、別チームで水落ち担当の優木まおみに薦められて水に落ちる最高年齢記録を更新したが、3か月ほどで村田満に更新されてしまった（2008年8月6日放送で初共演した）。
2009年3月12日、毎日放送で番組の収録をしていた時、新譜の告知で同局を訪れていたMR. BIGのボーカル、エリック・マーティンに、サインを頼まれる。
ものまねタレントの大平シロー、コージー冨田、松村邦洋、かみじょうたけしなど多くの人にものまねされている。なかでも、かみじょうのものまねは板東英二本人が公認しているほどである。

### 司会者・解答者
1979年8月から『THE ビッグ!』のメインMCを担当。「ビンゴシュート!」の掛け声とともに投球フォームを披露した。
1980年代の土曜昼に放送されていた『ノンストップゲーム』（関西テレビ）では司会として、横山ノックや桂文珍と共に人気を博す。1984年、フジテレビ主催の「第12回 日本放送演芸大賞」で、最優秀ホープ賞を受賞している（ホープ賞はコント赤信号、片岡鶴太郎、桂文福、斎藤ゆう子、三遊亭小遊三、山田邦子で、大賞はタモリが受賞しているなど、逸材が揃っていた）。
1980年代から2001年ごろまで、クイズ番組に司会および解答者として多く出演（『クイズのりもの講座』、『わいわいスポーツ塾』、『マジカル頭脳パワー!!』、『スーパークイズスペシャル』、『クイズ!純粋男女交遊』など）、解答者の意見を一方的に遮断する威圧的な司会術で人気を博す。特に『マジカル』では、相方の永井美奈子やパネラー達との絶妙なやりとりが人気となり、ピーク時には毎週20%を超え、時には30%台に達することもあるなど驚異的な高視聴率番組となり9年間という長期続くロングラン番組となった。期間が長かったこともあり最終回では通常通りこなした司会であったが、打ち上げでは号泣したという。番組内容によって関西弁と標準語を使い分け、自身が司会を務めるクイズ番組では標準語を使うことが多かった。『マジカル』終了後は、クイズ番組の司会者としての仕事はあまりない。元スポーツ選手で引退後に芸能界に進出し、クイズ・バラエティ番組の司会者で成功したのは板東ただ一人であり、「元野球選手で天下を取った男」として一役全国区となった。
1984年に児玉清が盲腸の破裂による急性腹膜炎で入院した結果、司会を務める『パネルクイズ アタック25』（朝日放送）に出演できなくなった時、板東が代理司会として10月14日と28日の2週にわたって抜擢されたことがある。その他、『クイズ世界はSHOW by ショーバイ!!』（日本テレビ）でも、当時胃ガンで休養→死去した逸見政孝の代理司会を担当したこともある。板東は後年『クイズ!紳助くん』（朝日放送）で行われた『アタック25』のパロディに解答者として出演している。

### 俳優活動
自身と同じ徳島県出身の脚本家・鎌田敏夫による発案で、1984年には、鎌田の脚本による『金曜日の妻たちへII 男たちよ、元気かい?』（TBS）で俳優デビュー。板東自身は「（ワンシーンに出演する程度の）チョイ役」のつもりで出演依頼を引き受けたが、篠ひろ子の相手役として、レギュラー出演を果たした。
翌1985年には、『毎度おさわがせします』に中山美穂の父役、金妻シリーズの第3作目『金曜日の妻たちへIII 恋におちて』（いずれもTBS制作）にも小川知子演じる山下由子の夫（山下宏治）役で出演した。同局制作の連続ドラマでは、2007年にも、『華麗なる一族』（TBS）第4話に水谷通産大臣役で登場。2009年3月で放送が終了した『ひるドラ』の『オーバー30』（中部日本放送制作分）と、『愛の劇場』の『大好き!五つ子完結編』（TBS）という、TBS系の2つの帯ドラマの最終作品にもレギュラーで出演した。
1989年には、向田邦子原作の映画『あ・うん』で高倉健と共演。自身も、同年の第2回日刊スポーツ映画大賞で助演男優賞、翌年の第13回日本アカデミー賞最優秀助演男優賞、第32回ブルーリボン賞助演男優賞を受賞している。高倉とは、その後も『四十七人の刺客』『鉄道員（ぽっぽや）』でも共演した。
演じている役のほとんどが関西出身者と設定されている関係で、俳優としては関西弁で演技することが多い。『金曜日の妻たちへIII 恋におちて』第3話「いっちゃん好きや!」では、妻役の小川による不倫を許すシーンにおいて、「（『一番好きだ』という意味の関西弁である）いっちゃん好きや!」という台詞をアドリブで連呼。放送後には一時、「いっちゃん」が流行語になった。板東は、このアドリブについて、「（台本にあった）『お前のことが一番好きだ』という台詞が、関西の人間にはこそばゆく感じられるので、自分流に『いっちゃん好きや』と言った。台詞の棒読みしかできないような人間が口にした言葉が、たまたま人気になるんだから、『世の中ええ加減（いい加減）なもんや』と思った」と述懐している。
1993年4月から9月までは、NHK連続テレビ小説『ええにょぼ』（NHK大阪放送局制作）において、戸田菜穂が演じるヒロイン・朝倉悠希の父親・源太郎役を演じていた。同月9月18日には、『ええにょぼ』第144回（源太郎が末期の癌で息を引き取る回）を放送した直後に『土曜大好き!830』がスタート。板東は、オープニングにアップの映像で登場すると、にこやかな表情で視聴者に向けて『ええにょぼ』での臨終シーンを報告した。その一方で、2010年にワンシーンだけ出演した映画『きな子〜見習い警察犬の物語〜』の舞台挨拶では、17回もNGを出したことを監督から暴露された。

### ラジオパーソナリティ
1984年、『それゆけ金曜!! 板東英二』（毎日放送）の放送を開始すると毎週、実の母親から放送局に苦情の電話が入っていた。内容は「板東の母です!」「お願いですから英二を黙らせて下さい!」「あの子はホンマに嘘ばっかり吐いて…」「英二の言う事は信じんといて下さい!」「皆さんにはご迷惑ばっかりお掛けしまして」と言ったもので、あまりにしつこいのでスタジオに繋いだ事も複数回あり、放送中に板東は怒られ、共演者はひたすら謝られていた。
この頃、電話コーナー「おばあちゃんと喋ろう」がスタートする。
- 聴取者から田舎のおばあちゃんを紹介してもらい、板東が事前連絡なしで電話を直接掛ける。
- 板東は名前を名乗らず、名前を聞かれると「僕やがなー!」「忘れたんかいな! かなん（適わん）なー!」「名乗るほどの者でもございませんが…○○さんのおばあちゃんですね?」を繰り返しながら、おばあちゃんの近況を巧みに聞き出したり、電話口で十八番を唄ったりという電話のやりとりを放送した。
- 20分程 喋ったところで「（名産品やお金を）送ってーな!」とねだりだす。
- 最後に「わたくし板東と申しますがー!」と正体を明かすが、声で早々に判る人や最後まで信じない人がいた。名乗りそびれた時も複数回あった。
- このコーナーで話した、おばあちゃんが感激して、生きたニワトリ100羽を毎日放送 千里丘放送センター（当時）に送って来た。大混乱の末に送り返した事は語り草となっている。
- オレオレ詐欺（振り込め詐欺）が流行し始めると所轄の警察署幹部から「オレオレ詐欺の考案者は板東さんですよ!!」と怒られ、『板東英二金曜生BAN BAN』等で複数回ネタにしていた。これ以降は事前に連絡が入る様になった。
- このコーナーは好評で『金曜生BAN BAN』の終了後も『板東英二のおばあちゃんと話そう』として独立。2020年9月まで続いた。

### 交友
プロ野球・芸能界の双方で一定の実績を残していることから、幅広い交友関係を持つ。プロ野球関係者では、自身と同学年の王貞治や、中日時代のチームメイトだった権藤博・星野仙一らと仲が良い。また、自身は政界から距離を置きつつも、同郷の政治家・後藤田正晴から知遇を得ていた。

#### プロ野球関係
王との間には、年齢が同じであることに加えて、「高校時代に投手として甲子園の全国大会で活躍」「高校からの卒業を機にセントラル・リーグの球団へ入団」「同リーグの一軍公式戦に1年目から出場」といった共通点がある。ただし、高校時代には対戦していない。また、野球解説者に転じてからも、公の場で王に言及する際には王を呼び捨てにしている。
板東より年齢が7歳も年下（学年は6つ下）の星野は、板東が現役を引退する1969年に中日へ入団したため、1年だけチームメイトになった。そのような関係であったにもかかわらず、板東は野球解説者やタレントとして星野と接するたびに、星野を「監督!」と呼んで敬語で接していた（板東は後年、星野の人となりについても「闘志あふれる男と言われるがあれは星野の実像ではない。交代も自分から替えてくれと言った方が多いのではないか。ホントは気の小さい男なのだ」「巨人相手に投げるのが生き甲斐だなんて言っているが広島戦の方がよっぽど一生懸命投げていた。その方が勝星につながるからだ」と語っている）。逆に星野は、板東を「板ちゃん」と呼びながらも、公の場では板東に敬語を使わなかった。なお、2018年1月に星野が70歳で永眠した直後には「まさか、（1997年に永眠した）奥様も含めて自分が見送ることになるとは、さびしい限りです。すぐに後を追いますので待っていて下さいね」というコメントで星野を偲んだ。

#### 芸能関係
金妻シリーズや『金曜日には花を買って』『毎度おさわがせします』で共演した篠、香坂みゆき、佐藤B作とは、現在に至るまで親交が深い。後に司会を務めた『土曜大好き!830』（関西テレビ）で、香坂は女性アシスタントとして板東とタッグを組み、篠はこの番組の第1回と最終回の放送で記念ゲストとして、B作もこの番組のゲストとして何度も迎えられている。
また、『あ・うん』への出演をきっかけに、高倉とも25年以上にわたって交流。高倉から折に触れて、高級腕時計、花束、直筆の手紙を贈られるほどの間柄にまで発展した。高倉の逝去（2014年11月10日）直後にゲスト出演した番組や、2015年発売の著書『板東英二の生前葬』では、高倉との公私にわたる交流や秘話を披露している。
10歳年下の和田アキ子とは、「板ちゃん」、「アッコ」と呼ぶ関係である(芸能人においては、板東と和田は、年下の先輩と年上の後輩という関係である)。年下である明石家さんまや島田紳助などからは「板東さん」と呼ばれるが、同じ年下であるやしきたかじんなどからは「板ちゃん」と呼ばれている。
黒柳徹子とは『世界・ふしぎ発見!』（TBS）で初めて共演したが、始めから黒柳を「オバン!」呼ばわりし（関西弁で「おばさん」という意味。黒柳曰く、神戸出身ながら「オバハン!」を聞きなれないため、こんばんはの意味の「おばん」と解釈した）、黒柳を驚かせたという。「オバン!」以外には「お母さん」と呼ぶこともある。黒柳は、関西での板東の番組のゲストに名乗り出ることもあり、正しくない関西弁で板東の素顔を語っている。黒柳は、野球に対する知識がまったくないが、内容を吟味しているのか、会話が混乱することはない。
島田紳助が駆け出しのころ、板東のラジオに出演した際破格のギャラを提示し、躊躇う紳助に対し「売れて返してくれたらいい」と答え、紳助は意気に感じたという。その後、珍プレー特集の司会者として長年紳助と共演した。
明石家さんまとも長年交流が深く、さんまが板東本人のものまねを披露したり、プライベートでよくゴルフを一緒にすることや『痛快!明石家電視台』『さんまのまんま』『恋のから騒ぎ』『踊る!さんま御殿!!』『さんまのSUPERからくりTV』『明石家マンション物語』『明石家ウケんねん物語』『明石家サンタの史上最大のクリスマスプレゼントショー』など、多くのレギュラー・単発特番含めさんまが司会の番組へスタジオ・VTR・ロケ問わずゲスト出演している。妻の訃報を、徳島のいとこのほか、娘を通じてさんまにだけ伝えた。

2000年に元付き人で、自分の番組で共演もしていた桂春彦から7億円を脅し取られそうになったが、春彦が逮捕されて未遂に終わった。

#### 政治関係
CBCの野球解説者だった1970年代後半には、東海地方における板東の人気を「少なくとも50万票の獲得が見込める」と評価した自民党が、板東に対して国政選挙への出馬を要請。2,000万円もの選挙資金を用意したり、当時の内閣総理大臣で総裁でもあった福田赳夫との面会の場を設けたり、名古屋で開いた総決起集会の司会を板東に任せたりした。板東自身も、「事業で抱えた借金を選挙資金で返せる」という思惑を持ちながら、出馬に意欲を見せていた。しかし、板東から相談を受けていた当時のCBC報道局長や、家族からの諌言（詳細後述）によって出馬を断念。板東自身は、この一件を機に、政界から距離を置くことを一貫して表明している。
その一方で、1983年の第37回衆議院議員総選挙の最中には、当時の内閣官房長官で自民党から出馬していた後藤田の選挙事務所を突如訪問。「『後藤田と面識がある』と思われれば、視聴者が自分のことを見直すだろう」という打算の下に、自身の番組に後藤田を出演させようと秘書に交渉した。板東自身が後藤田のライバル・三木武夫と同じ徳島商業のOBであることから、「三木陣営のスパイではないか」と警戒した秘書は、板東に対して後藤田陣営の総決起大会での応援演説を依頼。結局、投票前日（土曜日）に徳島市民会館で開かれた大会で、満員の観衆を前に演説する羽目になった。後藤田自身も、「前述の交渉での約束を果たしたい」という理由で、選挙の数年後に『板東英二のわがままミッドナイト』（徳島県内の大半の地域でも視聴できた毎日放送土曜深夜の生放送番組）を放送中の毎日放送千里丘放送センターを突然訪問。秘書すら連れず、土曜日の深夜に同センターを訪れた後藤田を、板東は急遽スペシャルゲストとして同番組に迎えた。後藤田の逝去後に刊行された追悼文集には、歴代の内閣総理大臣や衆議院議長を初めとする政官界の重鎮の寄稿とともに、板東の追悼文も掲載されている。もっとも、三木は生前、板東の東京の自宅近辺に居住していた。そのため、板東が三木の妻・睦子と会った際には、後藤田との関係を知る睦子から直々に「裏切り者」と呼ばれたという。

### 執筆活動
1984年に、当時のプロ野球や自分の現役時代の裏話を集めた『プロ野球知らなきゃ損する』『プロ野球これだけ知ったらクビになる』を執筆。それぞれその年の1位、2位のベストセラーとなり、以後人気シリーズとなる。
なお、著書の執筆やスポーツ紙への寄稿に際しては、ゴーストライターを一切使わないことを強調している。これは、自分を事実上の中日初代リリーフエースに育て上げてくれた近藤貞雄にも、「自分で書かないとボケますよ」とのアドバイスを送っている。

### 歌手活動
1974年、CBCラジオ『ばつぐんジョッキー』に当時愛知県在住の大学生だった山本正之が「燃えよドラゴンズ!」を録音テープで投稿し大きな人気を呼んだため、急遽番組企画としてレコードを吹き込んだところ、中日の優勝も相まって大ヒットを記録した。未だに同球団の正式な球団歌は知らなくとも、この歌は知っているというドラゴンズファンは多い。同曲は、現在では、準球団歌的な扱いとなっており、歌の中に選手名が織り込まれている事もあって、折々に新しいバージョンがリリースされている。板東はオリジナル版のほか、1982年版、2000年版も歌っている。この間、中日の本拠地が中日球場→ナゴヤ球場→ナゴヤドーム（1997年から）と2度変わっているが、そのバージョンを歌ったのは板東と作詞作曲者である山本正之の2人のみである。
「燃えよドラゴンズ!」シリーズ以外でも、ソロ歌手として1976年に「あやまち」というシングルレコードを東芝EMIから発売し、1984年には上岡竜太郎・香月美保子との共演で「よくある酒場の物語」を発表している。

## 事業家として
中日への入団1年目から、いわゆる「サイドビジネス」を多々手掛けている。板東によれば、南海ホークスとのオープン戦で打席から杉浦忠の投球を目にした瞬間に、野球選手としての限界を悟ったことがきっかけになったという。板東自身はその年の一軍公式戦で4勝を挙げたが、同期で入団した選手がシーズン中に次々と退団する姿に危機感を募らせたあげく、「いつ野球を辞めてもいいように、やれることは何でもやろう」と決意。実父が自身の契約金の大半を株式投資に注ぎ込んで多額の損失を出したこともあって、「株で損した分は株で取り返そう」という姿勢で、自身もシーズンの終了を機に株式の取引を始めた。さらに、タイトーの名古屋支店長と知り合った縁で、同社が扱っていた外国製の中古ジュークボックスの訪問営業にも着手。南紀白浜（和歌山県）などの温泉街にある旅館や喫茶店へ自ら売り込んだ末に、自身の予想を上回る利益を得た。しかし、ジュークボックスのメンテナンスをめぐって売り込み先からの苦情が殺到したため、早々に手を引いた。
中日2年目のシーズン中には、関西圏での試合の際にチームで宿泊していた竹園旅館（兵庫県芦屋市）の近辺で営業していた牛乳店が、店主の高齢化によって廃業することを聞き付けた。そこで、当時牛乳業界に従事していた実兄を通じて、その店の営業権を取得。実兄に店舗の営業を任せながら、自身も関西へ遠征するたびに牛乳の宅配を手掛けていた。もっとも、営業環境の悪化から、後に廃業を余儀なくされている。
中日時代の後年には、名古屋市内に1億円の自己資金で4階建てのビルを建設するとともに、ビル内でサウナ、ナイトクラブ、麻雀荘、割烹を経営。試合の合間を縫って早朝から深夜まで働いていたが、手抜き工事に起因するビルの雨漏りや、地下水の汲み上げによる地盤沈下などに見舞われた。結局、胆汁が出なくなるほどの過労で入院を余儀なくされたことから、約2億5,000万円でサウナの常連客にビルを売却した。なお、引退後の出演番組や著書では、笑い話を交えながらたびたび当時の失敗談に触れている。
現役引退直後の1970年代前半には、名古屋を拠点に野球解説者やタレントとして活動するかたわら、中日球団からの承認の下に野球帽、マスコット人形、ユニフォーム柄のパジャマを販売。いずれも、日本のプロ野球球団で初めての公認グッズとされている。一時は、中日がナゴヤ球場でホームゲームを開催するたびに、「中日のマスコットキャラクターを描いたビニール入りの座布団を保証金方式で観客に貸し出す」というサービスを球場内で提供していた。「試合後の回収と連動した座布団の反復利用」を念頭に置いたサービスだったが、マスコットキャラクターを描いたグッズ自体が珍しかったことから、試合後に座布団だけを持ち帰る利用者が続出。ナゴヤ球場のスタンドに屋根がないにもかかわらず、雨や水に弱い紙を座布団のベースに使ったことも災いして、このサービスは早々に頓挫したという。
1990年代からは通信販売事業を開始。最初は通信販売番組に出演するだけだったが、後に運営にも携わった（詳細後述）。また、かつては、大阪市の西天満に建つビルを所有。自動車では日産・プレジデントやトヨタ・istを購入したという。しかし、前述の不祥事でオフィス・メイワークを閉鎖したことを機に、所有するビルを知人に売却した。
『めちゃ2イケてるッ!』（フジテレビ）の1コーナー「やべっち寿司」に出演したときに、カレービビンバを食べて「これは商品化したほうがいい!」と本気で矢部に勧めていた。
大阪滞在時は「お前の店高いねん!」「ボッタクリやで!」と言いつつ、仲の良いリリアンの店に飲みに行き、カラオケ（2009年4月時点では吾亦紅）を練習している。

## 所得隠し問題が発覚するまでの活動
東京・名古屋・大阪で野球解説者やタレントとしての活動を幅広く展開していた関係で、名古屋市内で自宅を構えるほか、東京と大阪にも住居を構えている。ただし、所属事務所およびサイドビジネスの拠点を大阪に置く一方で、家族は東京に住んでいる。妻は「神聖にして侵すべからずですから」と語り、名古屋の自宅に帰るのを嫌がっている。
所得隠し問題が発覚するまでは、東京・名古屋・大阪間を頻繁に往復。さらに、講演活動などで日本各地を飛び回るなど、多忙な生活を送っていた。2010年2月に『関ジャニ∞のジャニ勉』（関西テレビ）にゲスト出演した際には「新幹線で1週間に東名阪を3往復している」「（仕事の調整のため）東名阪にそれぞれマネージャーがいる」と語っている。なお新幹線に乗る際は、必ず「9号車（グリーン車）の15番のD」の席を取ることに決めているという。
また、ドラゴンズの投手として活躍した縁から、東海地方では2012年末まで長らくレギュラー番組を持っていた。特に、『そこが知りたい 特捜!板東リサーチ』（中部日本放送）では、毒舌ぶりを発揮しながら東海三県を渡り歩く様子が好評を博していた。
タレント活動と並行しながら、野球評論家・野球解説者としての活動も継続。2012年シーズンまで、ニッポン放送・毎日放送の解説者（いずれも本数契約）とサンケイスポーツ専属の評論家を兼務していた。プロ野球公式戦の解説・評論を担当する日には、多忙なスケジュールの合間を縫って、球場で早くから選手・監督や他の解説者を精力的に取材していた。ラジオ中継での解説はおおむね的確だが、試合展開によっては、「もうこんだけ負けてたら聞かんでも良いです!今日は寝ましょう!」「もう帰りたい」などのコメントを発することがあった。
さらに、上記の活動に加えて、通信販売の事業を手広く展開。「板東商店.com」（メイワーク運営）や「美味!ニッポン」（テレビ・プラス社との共同運営）などを手掛けていた。テレビ大阪の番組と連動した「美味!ニッポン」では、この番組に関連したブログを執筆するなど、積極的な姿勢で取り組んでいた。また、ドラゴンズで板東の後輩に当たる甲子園優勝経験者の立浪和義は、板東の経営する会社にマネジメントを委託していた。
2009年夏頃から、テレビ番組へ出演する際には黒ぶちのメガネを掛けていた。

## 所得隠し問題の発覚による影響
板東が発覚時点でレギュラー番組を持っていた放送局のうち、名古屋テレビ放送（メ〜テレ）・毎日放送では、2013年1月から当面の間、冠番組の差し替えや番組への出演見合わせで対応。板東自身が一連の問題について記者会見などで説明責任を果たすことを、復帰の条件に挙げていた。
なお、上記の放送局よりも早く『そこが知りたい 特捜!板東リサーチ』『板東英二の南山マスターズ2』の休止に踏み切ったCBCテレビでは、2013年2月1日に両番組を打ち切ることを正式に発表。同年1月から『世界ふしぎ発見!』への出演見合わせで対応してきたTBSテレビでは、2013年2月9日付で板東を同番組から正式降板を決定。同月27日の定例社長会見で発表した。
在阪局では、『おはよう朝日です』（板東が火曜日のコメンテーターとしてレギュラー出演していたテレビ情報番組）を制作する朝日放送（ABC）が、「不祥事が直接の原因ではない」としながらも2013年4月の番組リニューアルを機に板東を降板させることを発表。不祥事の発覚後も唯一放送されてきた『ベストスコアへの道!板東英二のゴルフ塾』（関西テレビの収録番組）も同年3月末で終了したため、4月以降は板東のレギュラー番組が完全に消滅した。
さらに、野球解説者としてラジオの野球中継で出演契約を結んできたニッポン放送・毎日放送も、2013年シーズンの再契約を保留。後に、当該シーズンの契約を破棄した。毎日放送では、「（記者会見などによる事情の説明がない）現状では（中継出演の）オファーを出すことはない」という姿勢を示していた。
上記の在阪局では、板東の吉本興業所属直後まで、番組出演再開に対して慎重な姿勢を崩していなかった。もっとも、朝日放送社長の脇阪聰史は、所属発表直後（2014年1月21日）の定例記者会見で「謝罪会見の内容には納得している。今後（板東が）出演する番組は決まってないが、社としては（出演への）支障がない」「『おはよう朝日です』からの降板は、コメンテーターを交代する時期と重なっただけに過ぎない。出演の再開については、現場のプロデューサーの判断が最も優先される」として復帰に含みを持たせた。
毎日放送では、社長の河内一友が、移籍発表直前（2014年1月14日）の新春社長会見で「謝罪会見は納得できるような話ではなかった。私たちの方からテレビやラジオで（仕事を依頼する）というのはない」との見解を示していた。これに対して、板東は1月31日に、同局の本社へ出向いて所得隠し問題について同局の番組制作担当役員などに詳しく説明。毎日放送では、板東の説明を了承するとともに、「今後の番組出演については、現場単位での判断になる」としながらも板東と事実上の和解に至った。

## エピソード

### 高校野球関連
- 高校時代には、「1試合15三振以上取らないと罰として一日中走らされた」、「練習がきつすぎて部員が8人にまで減った」、「台風が来ようが、インフルエンザで学校が休みになろうが、年中無休。毎日21時までは必ず練習、時には23時まで練習した」などと後に述懐する[89]ほど、須本憲一監督の下で非常に厳しい練習を重ねた。
  - そのため、高校時代の斎藤佑樹との新聞での対談で彼本人から「1日の練習時間は3時間から4時間」と聞いて板東は「何やて!?授業中の居眠りの時間とちゃうぞ!」と唖然していた。
- 高校3年夏の全国大会準々決勝では、延長18回を投げ切った直後に、「疲れはないか?」という記者の質問に対して「少しも疲れていません」と返答。翌日の新聞に板東の写真と「不敵な笑みを浮かべる板東」というキャプションが掲載されたことから、板東の態度を生意気だと批判する人間もいた[3]。なお、板東自身は、300球の投げ込みを経て再試合に登板している。
- 徳島商業を卒業してから50年以上経過した現在でも、高校野球の歴史を扱う雑誌・著書・番組にたびたび登場。第94回全国高等学校野球選手権大会（2012年）で桐光学園高等学校の2年生投手・松井裕樹（卒業後の2014年から東北楽天ゴールデンイーグルス→サンディエゴ・パドレスへ所属）が1回戦（22奪三振の大会新記録）から準々決勝まで4試合連続2桁奪三振記録を樹立した際には、同大会での奪三振記録保持者として、「最近見たピッチャーでは、ずば抜けている。あれだけのスピードボールに鋭く落ちる球があれば、プロでも1巡なら抑えられると思う」という称賛のコメントを寄せた[90]。もっとも、上記の実績に強い誇りを持っていることから、高校時代の経験談を笑いのネタに使うことはほとんどない。
- 2018年の第100回全国高等学校野球選手権記念大会期間中の第1試合と決勝で組まれていた甲子園レジェンド始球式では、8月16日の第12日目にワンバウンドながらピッチングを披露している[91]。

### プロ野球関連
- 1958年の暮れ、巨人も板東を獲得するつもりでいた。交渉が繰り返される中、板東側から四国での面会日を指定されると、当時の球団社長である品川主計が激怒。「だって、来い、というのはばかにしているわね。そんなもんはいらん、とわたしがいって、ずばっと断った。そういう思い上がったのはいらんのだ」、とコメントしている。
- 中日での現役投手時代の武器はフォークボールで、入団当時の監督だった杉下茂に伝授された。板東は指が短く、習得には相当苦労したことを自著『プロ野球知らなきゃ損する』の中で記している。ほかにシュート、スライダー、チェンジアップも投げたが、カーブは苦手だった。前述の1球勝利の際はこのカーブを試しで投げたところ、たまたま初球から打者が手を出してくれたためだという。高校時代はナックルボールも投げていたとされる。
- 開幕投手やオールスターゲームへの出場を経験したが、高校時代から右肘を痛めていた影響で、中日での現役生活は11年と短かった。このため、引退後に毎日放送のプロ野球中継や番組でたびたび共演している太田幸司と同様に「甲子園での全国大会での投球過多によって選手生命が縮まった」と言われることが多い。板東自身は引退後に「肘に自転車のチューブを薄く切ったものを巻き付けた状態で投げていたので、（中日での現役生活が続くにつれて）長いイニングを投げるのが苦痛になっていた」と語っている。
  - 上記の事情から1964年以降は、近藤貞雄の勧めで主に救援投手として起用。引退後の1974年からセ・リーグの公式記録に採用されたセーブの基準を、1965年から1967年までの一軍公式戦救援時の投球成績に適用すると、以下の成績に相当するという。このような見地から、救援投手自体の評価や地位が低く、かつ同時期に活躍した「8時半の男」宮田征典の陰に隠れがちであった当時の板東を、「NPBにおける救援専門投手のパイオニア」として再評価する向きもある[92]。1967年には、「ON砲より上」と公言するほどサンケイの外国人野手コンビ（ルー・ジャクソンとデーヴ・ロバーツ）を苦手にしていた。
    - 1965年（47救援登板）：救援投球回数112イニング、10勝3敗11セーブ（21セーブポイント）、防御率2.17
    - 1966年（59救援登板）：救援投球回数128イニング、13勝4敗11セーブ（24セーブポイント）、防御率2.57
    - 1967年（50救援登板）：救援投球回数116.2イニング、14勝6敗7セーブ（21セーブポイント）、防御率2.47

  - 右肘の状態は深刻で、引退後の現在もまっすぐに伸ばせないという。引退後20年以上経ってテレビ番組で腕相撲への参加を勧められた時には、右肘の故障を理由に固辞した。その一方で、2011年9月27日にテレビ朝日で放送された『「ぷっ」すま　祝!お引っ越し生放送』では、当時71歳ながら100km/hの投球に挑戦。3回目の投球で、101km/hを記録した。
- 1960年のオールスターゲームでは、第2戦（後楽園球場）で、セントラル・リーグ選抜の4番手として登板。先頭打者の田宮謙次郎を自らの意思で敬遠すると、小柄のカールトン半田（南海）に同ゲーム史上初のランニング本塁打を献上。結局、1死も取れずに降板した。板東によれば、半田に本塁打を許した球は「おちょくったつもりで甘いコースに投げた球」だったという。
- セントラル・リーグ初の1球勝利を挙げている。打ち取った球は板東が苦手とするカーブで、試しに投げたら偶然にも打者が手を出してくれたためだという。また、東映フライヤーズとのオープン戦で、後にニューヨーク・ヤンキースの名物コーチとなったドン・ジマーと対戦したことがある。
- 投手生活で2回だけ、試合への登板中に審判からボークを宣告された。そのうち1回は、中日の投手として後楽園球場の巨人戦へ先発した際（登板日不詳）に、「三塁への牽制球」と見せかけて（当時三塁側のファウルグラウンドに設けられていた）ビジターチーム用のブルペンで投球練習中の味方投手へボールを投げたことによる。板東は引退後に、自身の調子が良かったにもかかわらず（勝利投手の権利が発生する）5回裏の途中で首脳陣が投手交代の準備に入ったことへの怒りから、そのような「（野球選手として）最低の行為」に出たことを告白している[注 18]。
- 現役時代、妻の祖父に当たる松本健次郎宅の庭で次女と写っている写真が新聞に載ると、警察官数人がやってきた。自生していた、モルヒネとアヘンの原料となるケシの花が偶然写っていたためである（ケシと知らずに育てていた）。後に「球界の麻薬王」と揶揄されたが、特に罰金などは無く、警察はケシの花を抜いて帰った。
- 巨人の星のアニメ版で、「中日ドラゴンズの打撃コーチ」として登場した星一徹が、板東の実名を挙げて賞賛したことでも知られる。実際は、来日して日本野球をバカにしていたアームストロング・オズマに日本野球を知らしめるために、板東・星野・山中巽にオズマを討ち取らせて、彼の傲慢な心を折る役目を果たした。
- 引退時点での監督だった水原については、引退後の著書で「『巨人（監督）時代の水原さんは名将だった』と言われるが、監督として優れたものは何一つなかった。あったのは頑固さだけだ」と語るなど「尊敬できない人物」に挙げている。その一方で、投手コーチとして自分の生き残る道を模索してくれた近藤貞雄には、引退後も頭が上がらなかった。
- 前述したように、中日での現役引退の際にコーチへの就任話を反故にされて以来、プロ野球での本格的な指導経験はない。しかし、2011年2月に京セラドーム大阪で開かれた「日韓親善野球2011」（日本プロ野球OB・タレントの混合チームと韓国タレントチームによる対抗戦）では、「板東ジャパン」と称して日本チームを指揮[93]。また、以下のように、指導者への色気を見せたこともある。
  - 2011年秋に中日ドラゴンズの次期監督に後輩の高木守道の就任が決定した際、高木からの要請で「球団外広報兼営業マン」に就任。ファンサービスの企画を任された[94]。
- 中日ドラゴンズの公式サイト内にあるチームデータで、歴代背番号の選手名検索で板東英二では該当するデータなしとなる。これは「坂東英二」と誤って登録されているため[95]。

### 野球解説関連
- 1979年のシーズン途中にCBCから野球解説者としての契約を打ち切られたことについては、週末にナゴヤ球場で催された中日対巨人戦のラジオ中継で実況アナウンサーの福井豊治と展開した以下のやり取りを原因に挙げたうえで、「（契約先の放送局を）シーズン中に解雇された解説者は、後にも先にも板東英二だけ」と述べている[96]。
  - 巨人ベンチ内で当時新人だった江川卓の練習態度を巡るいざこざが起きていたことを試合前の取材で知りながら、福井と示し合わせたうえで、テレビ中継が始まる前の放送中に「今日の巨人は試合前からあれですからね! あの状況は良くないです! 試合前からあんなことがあっては勝てません!」とあえて抽象的に表現した。この表現に対して、リスナーから抗議が殺到。CBCのキー局・TBSの幹部が、（他カードの経過・結果速報用に使っていた）放送席への直通電話で苦情を申し入れる事態に至った。意固地になった板東は、「途中から（中継を）聴いている人にまで、なんであれ（の内容）を説明せないかんのや!」と激昂。幹部からの電話を途中で切った。
    - 板東によれば「この電話が（幹部の）逆鱗に触れた」という。

  - さらに、当時巨人の監督を務めていた長嶋茂雄がベンチから出すサイン、スコア、テレビ中継用の映像を照らし合わせながら、長嶋のサインから次のプレーを繰り返し予測。予測がことごとく的中したため、ラジオ中継を聴いていた巨人ファンからも多くの苦情を寄せられたあげく、翌週月曜日にCBCの本社で担当者から解説者契約の解除を通告された。
    - 板東は後に、「『新しいことをしよう』と思って、長嶋のサインを見破った。（個人的には）『面白い』と思ったが、全く分かってもらえなかった。CBCの担当者から（当時人気の高かった）『ばつぐんジョッキー』への出演を続けることを提案されたが、『同じ局なのに、これ（プロ野球中継での解説）はダメで、あれ（「ばつぐんジョッキー」のパーソナリティ）は良いというのはおかしい』と言ったら、（CBCの番組を）全部クビになった」と述懐している。

  - なお、実際にはCBCラジオで、1984年3月まで『ばつぐんジョッキー』月曜日のパーソナリティを継続。その後もCBCテレビ・ラジオの野球中継で解説者の不足時などに単発ゲストとして時折解説に復帰することがあった。2018年4月から冠番組『板東サンデー』のパーソナリティへ起用されたことから、『ばつぐんジョッキー』の降板以来34年振りに、同局制作番組へのレギュラー出演を再開。もっとも、『板東サンデー』が2020年3月で終了してからは、レギュラー出演の機会が再び途絶えている。
- 1982年シーズンは中日と巨人が熾烈な優勝争いを展開していた。そんな時、徳光和夫が『ズームイン!!朝!』で「もし巨人が優勝できなかったら丸坊主になる」と発言。脇田義信も広島が優勝しなかった場合の丸坊主を公約した。この年は中日が優勝したため、徳光と脇田はきくち教児（当時、同番組の中日担当リポーターだったローカルタレント）と板東から丸坊主にされた。
- 2019年時点ではラジオを中心に野球解説を行っているが、解説中は選手名を呼ぶことはなく、「ピッチャー」「バッター」などの呼称を用いている。このことについて、2019年6月29日放送の『有吉反省会』（日本テレビ）で、板東が野球選手の名前を全く知らないためであることが明かされた。野球ファン以外でも認知度の高い大谷翔平の名前も知らないありさまだった。板東のマネージャーによると「野球を観ない。嫌い。だから、現役の選手を知らない」とのことで、番組司会の有吉弘行に「野球観ずに解説なんか務まるんですか?」と指摘されると、板東は「選手の名前なんか分からなくてもバックスクリーンに出てるじゃないですか」と居直っている。また、同番組中、解説のスタイルについて「僕の好きな監督や選手はちゃんと解説します。嫌いな奴はもうボロクソに言うたる!」と豪語している[97]。

### 投資関連
- 前述した事情から、中日1年目のシーズン終了後に独学で猛勉強。日本で三種の神器が持てはやされた当時の世相を背景に、電機メーカーの株式を購入した。購入した銘柄の株価は軒並み上昇したが、素人の勘でその傾向を不審に思ったことから、ある程度の価格まで上昇した時点で一斉に売却。以降も、しばらく取引に手を出さなかったという[66]。やがて取引を再開すると、現役引退後には、島田紳助に財テクを指南。しかし、1990年代前半には、バブル崩壊の影響で甚大な損失を出した。
- 横山ノックが大阪府知事を務めていた時期に、株式投資をめぐる相談で紳助と話し込んでいたところ、通りすがりのノックが板東に対して「養命酒、いけるぞー!!」と話した。板東と紳助は、ノックの一言が「政治家が投資関連の情報をもっていて、政治家の立場上はっきり言えないのでヒントを与えてくれた」と思い込んだ。早速、板東と紳助は養命酒の会社の株式を購入したが、養命酒の株価は下落して、結果的に投資は失敗した。後日、紳助が「養命酒（の株を買ったが失敗したので）でエライ目（酷い目）にあいましたよ、養命酒（の株）はいいと教えてくれたのはどこの誰ですか?」とノックに言ったが、ノックは「身体に一番いいんだ!」と返答した。ノックは、ただ「薬味酒の養命酒が健康に良い」と言ったつもりだった[98]。

### ゆで卵に関して
ゆで卵が大好物なことで知られている（著書『ホンネで勝負』にもそのエピソードは綴られている）。
ここまでゆで卵を好む理由として、終戦により旧満州から着の身着のままで難民同然に日本へと帰る際、空腹のあまり夜中に中国人の農家の鶏小屋から卵を盗んだが、見つかってしまう可能性があるため火も焚けず、生のまますすり飲むことで命を保った経験(当時の中国の衛生水準を考えれば、生卵をすすり飲んだ経験は板東にとってはトラウマに足る経験であった)から、当時食べたくても食べられなかったおいしいゆで卵に特別の思い入れがある、と読売新聞のインタビューに答えている。
『秘密結社鷹の爪』劇場版第3弾の『http://鷹の爪.jpは永遠に』では、新幹線でひたすらゆで卵を食べながらマイペースにつぶやくおじさん役として出演している。声も板東が担当している。
世間では「板東英二=ゆで卵」というイメージが強く定着しているが、卵かけご飯も同様に好物である。しかし、実際には赤飯の方が好きであることを明かしている。

## 家族・親族
三奈木黒田家の16代当主黒田稔男爵と、松本健次郎（安川財閥創始者安川敬一郎の次男）の娘園子の間に生まれた5歳年上の女性・洋子（1935年 - 2018年4月）と、21歳の時に結婚。カトリック南山教会で挙式。洋子は常陸宮正仁親王妃華子と学習院女子短期大学の同級生で、上皇明仁の妃候補と報道されたこともある。なお、「日本におけるカントリー・ウエスタンの先駆け」とされる歌手の黒田美治は、洋子の実兄（板東の義兄）に当たる。
結婚のきっかけを作ったのは、板東家が満州で日本料理店を営んでいた時期に、近所で洋服店を営んでいた人物である。この人物は、第二次世界大戦後に東京都台東区柳橋で料亭を開業。高校時代の板東の活躍を知ったことから、板東が中日へ入団した後に、料亭の顧客であった松本と引き合わせた。板東はその際に、長嶋茂雄のファンであった松本から、長嶋のかかりつけの高名な整体師を紹介。チームの東京遠征中にその整体師から治療を受けるたびに、洋子が同行した縁で結婚に至った。父の早世のため洋子は、西日本工業倶楽部を出て、成城にある母方祖父の松本健次郎邸で暮らしていたが、週刊読売で洋子が明仁の妃候補と報じられるという一大事があり、健次郎は板東に「結婚しろ」と言い、2人は結婚することになる。1964年に長女が誕生。次女はスポーツ選手や芸能人のマネージャーで、星野仙一、牛島和彦、加藤登紀子などを担当。元ラグビー選手で、ラグビー日本代表のコーチを歴任した永田隆憲は板東の娘婿（長女の夫）である。
結婚に際しては健次郎の七男・松本七郎が、板東と洋子の仲を取り持った。その縁で、板東は結婚後に、日本社会党所属の衆議院議員だった七郎の選挙運動を応援。後に自身が自民党からの出馬を要請された際には、七郎から反対されたばかりか、洋子から「身辺が騒がしくなるから実家へ帰らせていただきます」と言われたという。洋子の実家である黒田家や松本家の係累から、出光佐三・松野頼三・植村甲午郎・渋沢栄一・阿部泰蔵・小泉信三などといった政財界の重鎮クラスと縁戚関係となり、また小泉信三の係累である住友家や岩崎家、さらに旧皇族や天皇家などとも縁戚関係にある。
中日の投手から野球解説者への転身に際しては、メジャーリーグベースボール（MLB）の公式戦中継における解説者の話術を、英語に堪能な洋子の和訳を通じて学んだ。板東によれば、「夏場に放送されていたロサンゼルス・ドジャースとサンフランシスコ・ジャイアンツ戦のテレビ中継で、自宅のクーラーが故障した視聴者が、放送中に『クーラーをすぐに修理できる電気店を教えて欲しい』と電話した。実況アナウンサーと解説者が試合そっちのけで電気店に関する情報の提供を呼び掛けたところ、視聴者から大量の情報を集めた末に、『アメリカにおけるMLB中継の歴代最高』とされる視聴率を記録した。その話を洋子から聞かされたことが、リスナーが楽しめそうな解説を心がけるきっかけになった」という。

## 関連情報
所得隠し問題の影響で、2013年1月から10月までは、公の活動を自粛。大阪で少年野球を指導していた。

### 放送メディアへの出演

#### 過去の主なテレビ番組出演
報道・情報ワイドショー番組（所得隠し問題の影響に伴い、降板および終了した番組も含めて）
| 期間           | 期間          | 番組名                                                      | 役職                           | 備考 |
| -------------- | ------------- | ----------------------------------------------------------- | ------------------------------ | --- |
| 1977年7月      | 降板時期不明  | 土曜9時ハンただ今参上!（中部日本放送）                      | レギュラー出演                 | |
| 1987年4月4日   | 1997年3月29日 | 土曜大好き!830（関西テレビ）                                | 司会                           | |
| 1993年4月      | 1994年3月     | スポーツフロンティア（テレビ朝日）                          | メインキャスター               | |
| 1993年10月21日 | 1994年3月17日 | 板東英二のズバリ!直球勝負（読売テレビ）                     | 司会                           | |
| 1994年4月      | 1995年9月     | フロンティア（テレビ朝日）                                  | スポーツパートキャスター       | |
| 1995年3月22日  | 2012年12月    | ためしてガッテン（NHK総合）                                 | 不定期出演                     | |
| 1995年4月      | 1996年3月     | 興味しんしん丸（朝日放送）                                  | 進行役                         | |
| 1996年4月5日   | 1998年9月25日 | 板東・八方ヨジキンTV（関西テレビ）                          | レギュラー出演                 | |
| 1997年4月5日   | 1998年3月28日 | 土曜ぴーぷる（関西テレビ）                                  | メイン司会                     | |
| 1999年4月      | 1999年6月     | いただき!公募生活（テレビ東京）                             | レギュラー出演                 | |
| 1999年10月     | 2011年9月     | ちちんぷいぷい（毎日放送）                                  | レギュラー出演                 | 番組開始から（途中で1年間放送された派生番組の『ひるおび!・バンバンバン』を含む）12年間にわたってレギュラーで出演 |
| 1999年10月     | 2012年12月    | そこが知りたい 特捜!板東リサーチ（中部日本放送）            | 進行役                         | |
| 2001年4月      | 2008年3月     | 晴れ♡どきドキ晴れ（中部日本放送）                           | コメンテーター                 | |
| 2002年10月     | 2003年9月     | 奇跡の扉 TVのチカラ（テレビ朝日）                           | 進行役                         | |
| 2003年4月      | 2007年3月     | 板東英二のここに住マッシュ!→板東英二の虹スタ!（テレビ愛知） | 進行役                         | |
| 2003年4月      | 2012年12月    | おはよう朝日です（朝日放送）                                | 木曜日→火曜日コメンテーター    | |
| 2006年4月      | 2008年3月     | 板東英二の美味!ニッポン→美味!ニッポン（テレビ大阪）         | ナビゲーター                   | |
| 2006年8月      | 2012年12月    | 情報ライブ ミヤネ屋（読売テレビ）                           | 不定期出演                     | 番組開始当初は、夕方の関西ローカルでの情報番組として放送                                                         |
| 2006年10月     | 2012年12月    | スタイルプラス（東海テレビ）                                | 不定期出演                     | |
| 2009年4月      | 2010年3月     | ひるおび!・バンバンバン（毎日放送）                         | レギュラー司会                 | 金曜日14時台に全国ネットにて放送                                                                                 |
| 2009年4月      | 2012年12月    | 幸せの黄色い仔犬（中京テレビ）                              | 不定期出演                     | |
| 2010年4月      | 2012年12月    | どですか! → ドデスカ!（メ〜テレ）                           | 月曜日コメンテーター           | 2013年3月13日、改編期であることから正式に降板が決定                                                              |
| 2014年10月     | 2018年9月     | バラいろダンディ（TOKYO MX）                                | 火曜ダンディでのレギュラー出演 | |

バラエティ・スポーツ・特別番組・その他（所得隠し問題の影響に伴い、降板および終了した番組も含めて）
- プロ野球中継
  - TBS系列各局放送分（中部日本放送・毎日放送） - 1970年から1979年までは中部日本放送解説者として、1984年以降は毎日放送の解説者として出演。
  - 日本テレビ系列各局放送分（1980年代頃） - 中京テレビ解説者として中日のビジターゲームに出演。
- THE ビッグ! （1979年8月 - 1986年3月、朝日放送）
- ノンストップゲーム（1980年4月 - 降板時期不明、関西テレビ）
- サスペンスゲーム わくわくサンド（1984年頃、読売テレビ） - 司会。
- クイズのりもの講座（1984年4月 - 1984年8月、フジテレビ）
- パネルクイズ アタック25 （1984年10月14日・10月28日、朝日放送） - 児玉清の代理司会。当時の出題者は豊島美雪。
- クイズ!!ひらめきパスワード（1985年10月 - 1990年、毎日放送） - 男性チームキャプテン。
- 世界・ふしぎ発見! （1986年4月 - 2012年12月22日、TBS） - 初期は準レギュラー回答者、以後レギュラー回答者
- 板東英二のビデオ自慢（1986年12月 - 1987年4月、朝日放送）
- プロ野球珍プレー・好プレー大賞（1987年 - 2003年・2011年、フジテレビ）
- わいわいスポーツ塾（1987年10月 - 1992年9月、TBSテレビ）
- 板東英二のわがままミッドナイト（1988年10月 - 1992年12月、毎日放送）
- 板東英二のズバリ奥まで90分（1993年、毎日放送） - 『板東英二のわがままミッドナイト』の後継番組
- マジカル頭脳パワー!! （1990年 - 1999年、日本テレビ） - 司会。
- 日本レコード大賞（1989年 - 1990年）※1989年楠田枝里子、1990年和田アキ子と共に司会
- 敏感!エコノクエスト（1991年、毎日放送）
- スーパークイズスペシャル（1991年 - 1999年、日本テレビ） - 1993年秋からはメイン総合司会。
- クイズ!純粋男女交遊（1992年 - 1993年、テレビ朝日）
- ナイトinナイト水曜日 板東英二の水曜は白ごはん（1993年頃 - 2000年3月、朝日放送）
- 平成初恋談義（1993年10月 - 1994年3月、フジテレビ）
- クイズ世界はSHOW by ショーバイ!! （1993年10月20日・1994年1月12日、日本テレビ） - 逸見政孝の代理司会。
- クイズ!紳助くん（1993年10月 - 2011年9月、朝日放送） - レギュラー解答者。島田紳助出演謹慎時の代理司会も担当。
- 1995年度ミス・ユニバース日本代表選出大会（1994年12月7日、朝日放送） - 島田紳助と共に司会。
- 平成あっぱれテレビ（1994年 - 1998年、日本テレビ） - 逸見政孝死去に伴う後任司会。
- 板東英二のクリックPAPA （1996年5月 - 1996年6月、毎日放送）
- 奇跡体験!アンビリバボー（1997年10月 - 1998年9月、フジテレビ） - 初代司会。番組自体は現在でも放送中。
- 趣味の園芸（1999年4月 - 2000年3月、NHK） - 司会。番組自体は現在も放送中
- 板東英二の南山マスターズ（2004年4月 - 2009年3月、中部日本放送）

1. 2005年8月8日
2. 2005年12月5日
3. 2006年10月2日
4. 2006年12月3日
5. 2008年3月24日
6. 2009年6月1日
7. 2009年9月28日
8. 2010年2月1日
9. 2010年3月29日
10. 2010年6月28日
11. 2010年8月16日
12. 2010年10月25日
13. 2011年6月20日
14. 2012年1月16日

- クイズ!ヘキサゴンII （2005年7月 - 2009年8月、フジテレビ）
- 徳光和夫の感動再会"逢いたい"（2006年 - 2009年、TBS）
- シルシルミシル（2008年、テレビ朝日） - 「ミルミルオハツ」最後のVTR「40代生まれて初めての○○」に出演。
- 激安バラエティー（2009年6月 - 2009年9月、TBS）
- 天才てれびくんMAX 新春スペシャル冬合宿 2010 in 山梨（2010年1月4日、NHK教育） - トータルテンボスと共に出演。
- 二匹目のどじょう（2010年4月 - 2010年6月、日本テレビ）
- 板東英二の欲バリ市場（2006年4月 - 2012年12月、毎日放送） - 板東の出演自粛を機に『欲バリ市場』へ改題したが、2013年3月末に終了。
- ベストスコアへの道!板東英二のゴルフ塾（2011年4月 - 2013年3月、関西テレビ） - 所得隠し問題が発覚する前に収録した内容を、2013年3月末まで放送。『橋本マナミ　ゴルカツ。』は後継番組に当たる。
- 橋本マナミ　ゴルカツ。〜ゴルフで人生を楽しくしよう!〜（2015年4月 - 2017年9月、関西テレビ）-　「御意見番」という肩書で出演。
- クイズ!脳ベルSHOW（2015年11月25日、2017年3月15日・3月16日、BSフジ）
- BSフジ11時間テレビ 全国対抗!脳トレ生合戦!!（2017年11月11日、BSフジ）
- 板東英二の南山マスターズ2 （2011年1月 - 2012年12月、中部日本放送）
- 生×カラ!TV（2015年2月 - 降板時期不明、サンテレビ）
- 水曜日のダウンタウン（TBSテレビ） - ロケ企画に不定期で出演。

##### 過去の主な出演ドラマ
連続ドラマ
※ゲスト出演含む。
- 中学生日記（第289回「さすらいのグランド」、1979年9月9日、NHK）
- 部長刑事（朝日放送）
  - 第1210回（1982年1月2日）、第1299回（1983年9月17日）いずれもゲスト
- 金曜日の妻たちへII 男たちよ、元気かい?（1984年、TBS）
- 金曜日の妻たちへIII 恋におちて（1985年、TBS）
- 毎度おさわがせします（1985年、TBS）
- 早春物語 〜私、大人になります〜（1986年、TBS）
- 金曜日には花を買って（1986年 - 1987年、TBS）
- とまどいの日々（1987年10月26日 - 29日（全4回）、TBS「ドラマ23」） - 主演
- とまどいの夜（1988年9月12日 - 15日（全4回）、TBS「ドラマ23」） - 主演
- 男について（1990年、TBS）
- ええにょぼ（1993年 NHK）
- ドンウォリー!（1998年、関西テレビ） - 第3話ゲスト
- 私の中の誰か 〜買い物依存症の女たち〜（1998年、NHK「水曜ドラマ」） - 第3話
- スタイル! 第9話（2000年、テレビ朝日）
- 華麗なる一族（TBS、2007年2月4日） - 水谷通産大臣 役
- トンスラ 第3話（2008年、日本テレビ） - 本人 役
- ひるドラ オーバー30（2009年、中部日本放送） - 江藤公平 役
- 愛の劇場 大好き!五つ子完結編（2009年、TBS）
- ウェルかめ（2009年、NHK総合） - 福田銀蔵 役

単発・スペシャルドラマ等
- 恋はミステリー劇場「嘘つきは恋のはじまり」（1984年12月19日・26日（全2回）、TBS）
- 必殺仕事人意外伝 主水、第七騎兵隊と闘う 大利根ウエスタン月夜（1985年1月4日） - グッド・コントロール 役
- テレビシティ「王貞治の母」（1985年6月8日・15日、TBS）
- 水曜ドラマスペシャル「僕らの夜は終らない」（1986年7月9日、TBS）
- 東芝日曜劇場「振り向けば通り雨」（1987年6月21日、毎日放送）
- 土曜ドラマスペシャル「一発逆転夫婦」（1988年7月23日、TBS）
- 東芝日曜劇場「ちょっとだけの離婚」（1988年9月4日、毎日放送）
- 土曜ドラマスペシャル「奥さま株をどうぞ」（1988年10月29日、TBS）
- 土曜ドラマスペシャル「風よ、鈴鹿へ」（1988年11月5日、TBS）
- 年末年始ホテル物語（1988年12月30日、TBS）
- 水曜グランドロマン「危険な愛情」（1989年3月15日、日本テレビ）※主演
- 時代劇スペシャル「田村正和・刀化粧」（1989年9月12日、TBS）
- 閨閥（1990年4月7日、TBS）
- 月曜ドラマスペシャル「さそり」（1991年6月10日、TBS）
- カネボウヒューマンスペシャル 「翼をもがれた天使たち」（1995年2月14日、日本テレビ）
- 月曜ドラマスペシャル「ミニパト婦警の事件簿」（1995年8月21日、TBS）
- 君は時のかなたへ（1995年8月18日、テレビ朝日）
- FOOL（1997年12月25日、TBS）
- 幽婚（1998年9月5日、中部日本放送）

1998年度文化庁芸術祭優秀賞受賞、1999年日本民間放送連盟賞優秀賞受賞、第25回放送文化基金賞受賞、第36回ギャラクシー選奨受賞作品
- ブラック・ジャックII（2000年9月29日、TBS）
- 近未来スペシャル ボクらの希望を探す旅（2001年5月5日、日本テレビ） - 内包のドラマ「僕たちの戦争」主演
- 女と愛とミステリー「不連続線」（2002年2月、テレビ東京）
- 時空警察 PART5（2005年1月5日、日本テレビ） - 徳川家康役
- 月曜ゴールデン「どケチ弁護士山田播磨の温泉事件簿」（2006年11月13日、TBS）
- なごや寿ロックンロール〜「グッモーエビアン!」より〜（2007年2月11日、東海テレビ）
- 新・ミナミの帝王 （2010年9月21日、関西テレビ）吉岡役
- 月曜ゴールデン「緑川警部 VS 33分の勇気」（2012年12月17日、TBS） - 達川平助役
- 黄金鯱伝説グランスピアー特別編（2015年1月4日、東海テレビ） - 神主役

#### 過去の主なラジオ番組
- プロ野球中継
  - CBCラジオナイター（1970年 - 1979年、CBCラジオ）
- ばつぐんジョッキー（1973年 - 1984年、CBCラジオ）
- オー!サンデー（CBCラジオ）
  - MBSベースボールパーク（1984年 - 2012年はレギュラー解説者、2015年・2018年・2019年はゲスト解説者で出演。毎日放送） ※『毎日放送ダイナミックナイター』時代の1984年から、『MBSタイガースライブ』時代の2012年までレギュラー解説者として契約[10]。所得隠し問題後は、2015年・2018・2019年にゲスト解説者で登場していた。但し、2016年・2017年と、2020年以降は一切出演していない。
  - ニッポン放送ショウアップナイター（ニッポン放送。2003年 - 2012年、2016年 - 2018年までゲスト解説者として出演） ※毎日放送でタイガース戦ナイター放送が出来ない場合（デーゲーム、および雨天中止の予備カード繰り上がり）、あるいはタイガース戦であっても毎日放送側の人材派遣の都合上出演できない場合にニッポン放送側が制作・送出・ネットする関東のチーム主催試合の中継（火 - 木・土・日曜）を担当することもあった。ただし2013年シーズンには、所得隠し問題の影響で毎日放送・ニッポン放送とも解説者契約を保留していた（その後、解説陣から外れた[83]）。2016年7月10日に「ヤクルト×中日」戦中継のゲスト解説者として久々登場し、翌2017年シーズン迄ゲストで不定期出演した。
  - 1975年前後の毎週日曜日の13:00 - 17:00に放送されていた公開生ワイド番組で、「板ちゃんの野球道場」というコーナーにレギュラーで出演。『ばつぐんジョッキー』に続いて、中日ファンの代表として阪神ファン代表の上岡との間で繰り広げた応援合戦などで人気を博すとともに、東海地方でタレントとしての知名度を上げた。放送枠の序盤1時間分を、後述する『板東サンデー』が2018年4月改編から2年間継承。
- 板ちゃんの野球読本（CBCラジオのナイターオフ番組）
- みんなでみんなでリクエスト・バンザイ歌謡曲（1977年 - 1978年、ラジオ大阪）
- サタデースタジアム（1979年4月 - 1980年3月、KBS京都）
- 青春キャンパス（1983年、朝日放送 大江千里と共演）
- それゆけ金曜!! 板東英二（1983年 - 1991年、毎日放送）
- 板東英二のごきげんさんデー→英二・洋三のごきげんさんデー（朝日放送ラジオ）
- 週刊トーク〜アッコとバンちゃん〜（1985年ナイターオフ、TBSラジオ）
- ハイ!アッコとバンちゃん（TBSラジオ）
- 板東英二のバンバン行ってみよう!（1988年 - 1989年、ニッポン放送）
- 陳平＆寺ちゃんのハッピートゥモロー→陳平・藤木姫のハッピートゥモロー（2000年 - 2002年、文化放送）
- 板東英二のバンバンストライク（2004年 - 2005年、ニッポン放送）
- 板東英二金曜生BAN BAN（1996年 - 2009年、毎日放送）
- 板東英二のおばあちゃんと話そう（2009年 - 2012年、2014年10月 - 2020年9月27日、毎日放送）
- 上泉雄一のええなぁ!（2014年4月 - 2015年3月、毎日放送）- 金曜日に「スペシャルパートナー」として毎月（または隔月に）1回出演
- 板東・板東・晴れ・板東!（ラジオ関西 木曜 21:00 - 21:30　→　月曜19:00 - 20:00 →日曜17:30 - 18:00、2014年10月2日 - 2020年9月27日）
- 板東英二の How are you 元気 ごきげんよう（@FM→エフエム愛知 水曜 20:00 - 20:30、2015年10月6日 - 2020年3月25日）
  - 中日の投手時代から縁の深かった高木守道が2020年1月の「マンスリーゲスト」であったことから、同月15日放送分にゲストで出演。同月17日に78歳で急逝した高木にとっては、放送上生前最後の出演番組になった。ただし、2020年1月の放送分（全4回）を2019年12月29日にまとめて収録していたため、急逝後も当初の予定に沿って残り2回分を2020年1月22日・29日に放送した。
- 板東サンデー（CBCラジオ 日曜13:00 - 14:00、2018年4月8日 - 2020年3月29日）
  - 2020年1月12日放送分までは、高木守道が板東のパートナーとしてレギュラー出演。生放送番組としては、同日の放送分が高木にとって生前最後の出演番組になったことから、翌週（同月19日）には高木への追悼特集を急遽編成した。
- 板東英二のプロ野球バンバン伝説（2014年10月- 終了日不明、ニッポン放送）[注 19]
- 板東・中井の喜・怒・哀・楽（ラジオ大阪 土曜 15:00〜15:30、2015年4月11日 - 終了日不明）

#### ウェブテレビ
- HITOSHI MATSUMOTO presents ドキュメンタル Documentary of Documental（2017年、Amazonプライム・ビデオ）- シーズン1出演

#### 出演CM
- メナード青山リゾート（上岡龍太郎と共演）
- サンポール（1986年 - 1988年、当時の発売元はサンポール、現在は金鳥）
- ミドリ電化（2002年 - 2004年）
- 阿波銀行
- 京都コンピュータ技術専門学校
- 宝酒造「宝焼酎」「宝烏龍酎」
- 中外製薬「中外胃腸薬」
- 日本農産工業「ヨード卵・光」（2009年、『バンバンバン』での取材が縁で出演）
- GREE 「釣り★スタ!」「ハコニワ」「クリノッペ」「探検ドリランド」（ハコニワ以外、板東の好きなゆで卵を織り交ぜている）
- 司法書士法人杉山事務所（2010年 - 2013年1月）※全国向け広告のイメージキャラクターにも起用。関西・中京・中国圏では、テレビ・ラジオでCMを放送していた。テレビCMについては、上記の所得隠し問題が発覚してからも、各局との契約の関係で2013年1月31日まで板東出演のバージョンを放送。
- 財宝「財宝温泉」（2011年 - 2012年）
- ダイキン工業

### 出演した映画
- 父（1988年） - 日暮菊太郎役（主演）[100]
- あ・うん（1989年） - 水田仙吉役[101]
- まあだだよ（1993年） - 巡査役[102]
- 四十七人の刺客（1994年） - 天川屋儀兵衛役[103]
- 億万長者になった男。（1994年） - 棟方薫役[104]
- 鉄道員（ぽっぽや）（1999年） - 集配人役[105]
- あらしのよるに（2005年） - 長老役（声の出演）[106]
- バルトの楽園（2006年） - 南郷巌役[107]
- 天国はまだ遠く（2008年） - 堀江隆志役（特別出演）[108]
- ピューと吹く!ジャガー 〜いま、吹きにゆきます〜（2009年） - 野球家族役（声の出演）[109]
- 秘密結社鷹の爪 THE MOVIE3 http:// 鷹の爪.jpは永遠に（2010年）[110] - 本人役（声の出演）
- 昆虫物語 みつばちハッチ〜勇気のメロディ〜（2010年） - コガネナシ役（声の出演）[111]
- きな子〜見習い警察犬の物語〜（2010年） - 地元テレビ局報道局長役[112]
- NECK（2010年） - 青島教授役[113]
- 9 〜ナイン〜（2018年2月17日、MIRAI） - 田原 役[114]

### 評論
- サンケイスポーツ

### 著書
- 『ホンネで勝負―板東英二の球際人生』（1984年、日之出出版、ISBN 4-89198-042-7）
- 『プロ野球知らなきゃ損する―ドえらいこの事実すべて実名です』（1984年、青春出版社〈プレイブックス〉、ISBN 4-413-01351-4）
- 『プロ野球 これだけ知ったらクビになる―プロ野球 知らなきゃ損する Part2』（1984年、青春出版社〈プレイブックス〉、ISBN 4-413-01360-3）
- 『オレたちだから言えるんだ―プロ野球（秘）情報 激談』（江夏豊との共著、1985年、山手書房、全国書誌番号:85038132）
- 『プロ野球 殺られても書かずにいられない―ここまで知ったらヤミツキになる』（1985年、青春出版社〈プレイブックス〉、ISBN 4-413-01376-X）
- 『プロ野球 ここを喋る奴はウチから出ていけ―ここまで知られたら非常事態』（1986年、青春出版社〈プレイブックス〉、ISBN 4-413-01407-3）
- 『恐いものなし人間しゃべり方一つ : いつまでも引っ込み思案じゃ楽しくない』〈プレイブックス〉、青春出版社、1986年10月30日。ISBN 4-413-01423-5。
- 和田アキ子『言いたい放題アッコとバンちゃん』〈日音books〉、日音、1986年11月1日。ISBN 4-543-02508-3。
- 『板東英二の金はこうして儲けるんや : とっておき"オレの方法"全公開』〈21世紀ポケット〉、主婦と生活社、1986年12月25日。ISBN 4-391-10984-0。
- 『プロ野球この極秘事項を知ったら100倍面白い : 他人にもらせばクビになる61条』〈プレイブックス〉、青春出版社、1987年4月1日。ISBN 4-413-01433-2。
- 『板東英二が明かします―楽屋裏を覗いてみれば…』（1988年、日之出出版、ISBN 4-89198-070-2）
- 『プロ野球とても言えなかった機密事項―はだかの選手、この誤算、あの裏切り、その醜聞』（1989年、青春出版社〈プレイブックス〉、ISBN 4-413-01495-2）
- 『板東英二のもっと言わせろ、プロ野球!―オレだから知っている「まさか!あいつが!そこまで!」』（1994年、情報センター出版局、ISBN 4-7958-0823-6）
- 『プロ野球 ことしは黙ってられないゾ―球界大変化のウラの裏、ぜんぶ実名で明かします』（1995年、青春出版社〈プレイブックス〉、ISBN 4-413-01633-5）
- 『赤い手』（1998年、青山出版社、ISBN 4-900845-77-9）
- 『赤い手 運命の岐路』（1999年、青山出版社、ISBN 4-900845-83-3）
- 『天然 板東英二のゆでたまご伝説』（2009年、ワニブックス、ISBN 978-4-8470-1848-0）
- 『心がギュッと強くなる本―大切な人への手紙23通』（述、TOKYO FM「ゆうちょ LETTER for LINKS」番組制作チーム監修、2012年、PHP研究所、ISBN 978-4-569-80848-2）
- 『板東英二の生前葬 最期のありがとう』（2015年、双葉社、ISBN 978-4-575-30838-9）

### 音楽作品（シングル）
| A面                                | B面                                        | 発売年 | レーベル       | 規格品番 | 備考                                     |
| ---------------------------------- | ------------------------------------------ | ------ | -------------- | -------- | ---------------------------------------- |
| 燃えよドラゴンズ!                  | 中日小唄                                   | 1974年 | 東宝レコード   | AT-1085  |                                          |
| 少年ドラゴンズの唄                 | ドラゴンズ讃歌 （ロイヤル・ナイツ）        | 1975年 | 東宝レコード   | AT-1095  |                                          |
| ガッツだ!!ドラゴンズ               | ドラキチ音頭 （新間正次）                  | 1975年 | 東芝EMI        | TP-2015  |                                          |
| あやまち                           | 男が涙を流すとき                           | 1976年 | 東芝EMI        | TP-20217 |                                          |
| 燃えよガッツだドラゴンズ           | 竜の神様頼みます                           | 1976年 | 東芝EMI        | TP-20264 |                                          |
| ダッシュだ!!ドラゴンズ             | 燃えよ!!ドラゴンズ'77 （ロイヤル・ナイツ） | 1977年 | 東芝EMI        | TP-10174 |                                          |
| 燃えよドラゴンズ!                  | 中日小唄                                   | 1982年 | キングレコード | KO7S-349 | A面は1982年版                            |
| よくある酒場の物語                 | 同左（カラオケ）                           | 1984年 | リバスター音産 | 7RC-0041 | 「板東英二・上岡竜太郎・香月美保子」名義 |
| 燃えよドラゴンズ！2000(ミレニアム) | 同左（オリジナル・カラオケ）               | 2000年 | キングレコード | KIDS-441 | 「板東英二 with CBCアナウンサーズ」名義  |

### 野球・俳優以外での受賞
- 日本放送演芸大賞 最優秀ホープ賞（1984年）
- ベスト・ファーザー イエローリボン賞（1990年）
- ビートたけしのエンターテインメント賞 話題賞（2014年）

## 参考資料
- 『TVスター名鑑』1992年発行分（『週刊TVガイド』1992年10月15日臨時増刊。東京ニュース通信社発行）
- 『プロ野球12球団全選手百科名鑑』シリーズ各年版
  - 『'98プロ野球12球団全選手百科名鑑』（『ホームラン』1998年3月号増刊。日本スポーツ出版社発行）
  - 『12球団全選手カラー百科名鑑2000』（同2000年3月号増刊。同発行）
  - 『12球団全選手カラー百科名鑑2002』（同2002年3月号増刊。同発行）
  - 『12球団全選手カラー百科名鑑2003』（同2003年3月号増刊。同発行）
  - 『12球団全選手カラー百科名鑑2004』（同2004年3月号増刊。同発行）
  - 『12球団全選手カラー百科名鑑2005』（同2005年3月号増刊。同発行）
  - 『12球団全選手カラー百科名鑑2006』（同2006年3月号増刊。同発行）
  - 『12球団全選手カラー百科名鑑2007』（同2007年3月号増刊。同発行）
  - 『12球団全選手カラー百科名鑑2008』（『ネットマネー』2008年3月号増刊。廣済堂出版発行）
  - 『12球団全選手カラー百科名鑑2009』（『ホームラン』2009年3月号増刊。廣済堂あかつき発行）
  - 『12球団全選手カラー百科名鑑2013』（『廣済堂ベストムック』219号。2013年2月25日発売・発行、廣済堂出版）ISBN 4331802213
- プロ野球コンプリート選手名鑑2013（『三才ムック』VOL.598。2013年2月23日発売・3月1日発行、三才ブックス）ISBN 4861995752
- 『巨人軍　陰のベストナイン』上前淳一郎（角川文庫　1982年4月20日発行）
- 各種外部リンク